# Ulrich Görlich
Ulrich Görlich (* 1952 in Alfeld) ist ein deutsch-schweizerischer Fotograf und Installationskünstler.

## Leben und Werk
Ulrich Görlich wurde 1952 im niedersächsischen Alfeld geboren und ist seit 1978 als Fotograf tätig. Von 1978 bis 1982 war er Leiter der Werkstatt für Photographie in Berlin-Kreuzberg. Er studierte von 1982 bis 1983 am California Institute of the Arts und seit 1983 entwickelte er zur Installation erweiterte Fotografien auf Basis von Bromsilberemulsion.

„Bei dem von mir benutzten Verfahren wird die fotografische Emulsion auf die Wand aufgetragen und dort belichtet und entwickelt. Die Bilder entstehen direkt auf der Wand, scheinbar ohne jede materielle Basis.“

 Die Wandbilder werden durch projizierte Motive direkt auf der Wand belichtet und großformatig entwickelt. Nach einiger Zeit verblassen die nicht fixierten Bilder und die Rauminstallation löst sich mit der Zeit selbst auf.
Ulrich Görlich war seit 1991 Dozent an der Hochschule für Gestaltung und Kunst und seit 1993 Leiter des Studienbereiches Fotografie. Am California Institute of the Arts war Görlich 1998 Gastdozent und 2001 an der Hochschule für Grafik und Buchkunst Leipzig. 2002 wurde er zum Professor an der Hochschule für Gestaltung und Kunst Zürich ernannt.

## Ausstellungen (Auswahl)

### Einzelausstellungen
- 1990 Westfälischer Kunstverein, Münster
- 1992 Kunstverein Braunschweig (mit Olaf Metzel)
- 1993 Forum for Contemporary Art, St. Louis

### Gruppenausstellungen
- 1981 Lichtbildnisse, Rheinisches Landesmuseum Bonn, Bonn
- 1987 documenta 8, Kassel
- 1990 Aus der Hauptstadt, Bonner Kunstverein
- 1991 Metropolis, Martin-Gropius-Bau, Berlin
- 1995 New Photography, Museum of Modern Art, New York
- 2000 I Believe in Dürer, Kunsthalle Nürnberg
- 2004 Jede Fotografie ein Bild, Siemens Fotosammlung, Pinakothek der Moderne München[4]

## Auszeichnungen
- 1987 Otto-Steinert-Preis, Deutsche Gesellschaft für Photographie, Köln
- 1989 Arbeitsstipendium, Kunstfond e.V., Bonn, Arbeitsstipendium, Senator für Kulturelle Angelegenheiten, Berlin
- 1991 Deutsche Akademie Rom Villa Massimo Preis, Rom